# Tabernaemontana ovalifolia
Tabernaemontana ovalifolia là một loài thực vật thuộc họ Apocynaceae. Đây là loài đặc hữu của Jamaica.